# Elezioni presidenziali in Lituania del 2004
Le elezioni presidenziali in Lituania del 2004 si tennero il 13 giugno (primo turno) e il 27 giugno (secondo turno); videro la vittoria dell'indipendente Valdas Adamkus, che sconfisse Kazimira Prunskienė, sostenuta dal Partito dei Contadini di Lituania.

## Risultati
| Valdas Adamkus       | Indipendente                          | 387 837   | 31,14 | 723 891   | 52,65 |  |  |  |
| Kazimira Prunskienė  | Partito dei Contadini di Lituania     | 264 681   | 21,25 | 651 024   | 47,35 |  |  |  |
| Petras Auštrevičius  | Indipendente                          | 240 413   | 19,30 |           |       |  |  |  |
| Vilija Blinkevičiūtė | Nuova Unione (socioliberali)          | 204 819   | 16,45 |           |       |  |  |  |
| Česlovas Juršėnas    | Partito Socialdemocratico di Lituania | 147 610   | 11,85 |           |       |  |  |  |
| Totale               | Totale                                | 1 245 360 | 100   | 1 374 915 | 100   |  |  |  |
|                      |                                       |           |       |           |       |  |  |  |
| Elettori             | Elettori                              | 2 655 309 |       | 2 659 211 |       |  |  |  |